# Елгін (Небраска)
Елгін (англ. Elgin) — місто (англ. city) в США, в окрузі Антелоуп штату Небраска. Населення — 717 осіб (2020).

## Географія
Елгін розташований за координатами 41°59′0″ пн. ш. 98°4′58″ зх. д. / 41.98333° пн. ш. 98.08278° зх. д. (41.983233, -98.082639).  За даними Бюро перепису населення США в 2010 році місто мало площу 1,85 км², уся площа — суходіл.

## Демографія
Згідно з переписом 2010 року, у місті мешкала 661 особа в 307 домогосподарствах у складі 194 родин. Густота населення становила 357 осіб/км².  Було 364 помешкання (197/км²).
Расовий склад населення:
| - 98,5 % — білих |

До двох чи більше рас належало 0,8 %. Частка іспаномовних становила 0,9 % від усіх жителів.
За віковим діапазоном населення розподілялося таким чином: 21,0 % — особи молодші 18 років, 48,0 % — особи у віці 18—64 років, 31,0 % — особи у віці 65 років та старші. Медіана віку мешканця становила 49,8 року. На 100 осіб жіночої статі у місті припадало 87,8 чоловіків;  на 100 жінок у віці від 18 років та старших — 82,5 чоловіків також старших 18 років.
Середній дохід на одне домашнє господарство  становив 52 998 доларів США (медіана — 47 679), а середній дохід на одну сім'ю — 64 850 доларів (медіана — 60 188). Медіана доходів становила 40 463 долари для чоловіків та 30 781 долар для жінок. За межею бідності перебувало 9,5 % осіб, у тому числі 14,2 % дітей у віці до 18 років та 6,9 % осіб у віці 65 років та старших.
Цивільне працевлаштоване населення становило 303 особи. Основні галузі зайнятості: освіта, охорона здоров'я та соціальна допомога — 30,7 %, сільське господарство, лісництво, риболовля — 16,2 %, роздрібна торгівля — 12,5 %.